# Dulce ave negra
Dulce ave negra es una telenovela colombiana, producida en 1993 por  RTI Televisión, escrita por Julio Jiménez, dirigida por Rodolfo Hoyos,  protagonizada por Marcela Gallego y Fernando Allende y antagonizada por Lucero Cortés . Es una versión realizada por el mismo Julio Jiménez de otra de sus telenovela, Lola calamidades.

## Sinopsis
En un pueblo de la Colombia rural comienza a correr el rumor de que hay un alma en pena vagando por el cementerio. La verdad no tarda en descubrirse cuando la supuesta "alma en pena" es capturada por las autoridades del pueblo: se trata de María Ángel, una muchacha huérfana que, al no tener hogar, se había apropiado de un rincón del cementerio para construir una vivienda improvisada.
Al ser María Ángel ahijada de la adinerada doña Custodia Ortiz, viuda de Banderas, corresponde a aquélla hacerse cargo de la joven, por lo que la acoge en su casa y le da trabajo como empleada doméstica.
La huraña María Ángel es muy buena para trabajar, pero complicada y altanera a la vez, puesto que carece de la educación más elemental. A fuerza de cariño y buen trato, María Ángel termina templando su carácter y empieza una buena relación con Custodia y Santiago, hijo de aquélla, que se está preparando para ser seminarista. No ocurre lo mismo con Diva y Milady, cuñada y sobrina de Custodia, quienes aseguran que María Ángel, después de vivir en el cementerio durante tantos años, solo puede atraer la mala suerte. Madre e hija consiguen convencer a Custodia de que debe deshacerse de María Ángel por ser un peligro para la vocación sacerdotal de Santiago, que ha empezado a sentirse atraído por la joven.
Al verse expulsada de casa de doña Custodia, María Ángel acude a doña Francisquita Muñoz, viuda de Carrascal, para pedir su amparo. Rival de juventud de Custodia, Francisquita es madre de cuatro hijos, Paco, Beto, Lucho y Quinito, a los que gobierna con puño de hierro. 
El cambio de casa acaba siendo desfavorable para María Ángel: no solo tiene que realizar más labores, sino que los cuatro hermanos Carrascal deciden hacerle creer que se han enamorado de ella para divertirse a su costa. Los problemas llegan cuando los hermanos se enamoran de verdad de la joven y comienzan a pelearse entre sí; por si fuera poco, uno de ellos sufre un grave accidente. Diva y Milady aprovechan la situación para convencer a Francisquita de que la culpable de todas las desgracias es María Ángel, que vuelve a quedarse sin hogar y sin trabajo.
María Ángel pronto encuentra un nuevo empleo en el único bar del pueblo, cuya clientela habitual está compuesta principalmente por mineros, hombres rudos y malencarados que suelen provocar peleas. Ante la presencia de la joven, todos aquellos hombres comienzan a cambiar de actitud por miedo a sufrir alguna desgracia. No solo se acaban las peleas, sino que los hombres no beben demasiado alcohol para no perder el control. Debido a todo esto, el negocio se va a la ruina. 
Nuevamente sin trabajo, María Ángel decide recurrir a la iglesia. El sacerdote la acoge en su casa y le encarga la tarea de atender la sacristía, limpiar el templo y adornar los altares. Cuando se descubre el nuevo trabajo de María Ángel, la reacción no se hace esperar: la gente deja de asistir a la misa. Presionado por la falta de feligreses y de limosnas, el sacerdote presiona a María Ángel para que se vaya a otro lugar.
Cuando ya todas las esperanzas parecen perdidas para María Ángel, entra en escena la única persona que no tiene miedo de su reputación de portadora de mala suerte: don Baltazar Parrado, un anciano sucio y desgreñado, cuya extrema avaricia le impide gastar su dinero en su higiene más básica. Al comprobar que acoger a María Ángel en su casa implica tener que pagarle un sueldo, a Baltazar se le ocurre una idea para no pagarle nada: casarse con ella. 
La noticia de la boda es acogida en el pueblo con burlas y muestras de compasión hacia el anciano, pues todos están convencidos de que a Baltazar le espera un matrimonio lleno de desventuras; a pesar de todo, el enlace se celebra. 
Los primeros años del matrimonio transcurren con normalidad, si bien María Ángel vive prácticamente esclavizada por su esposo; sin embargo, con el tiempo Baltazar acaba enfermando gravemente. María Ángel le suplica que se deje atender por un médico, pero el anciano prefiere dejarse morir antes que gastar dinero en su salud. 
Una vez más, todos culpan a María Ángel de lo sucedido. Por su parte, la joven, que se ha quedado totalmente sola porque nadie se le acerca, descubre un gran secreto de su difunto marido: Baltazar era millonario, tenía más dinero que todos los ricos del pueblo juntos. Dispuesta a limpiar su imagen y su reputación, María Ángel desaparece del pueblo.
Varios meses después, la joven regresa por sorpresa, transformada en una dama elegante y bien vestida. Al ver su transformación, los que antes la rechazaban no tardan en intentar ganarse su favor, especialmente doña Francisquita, quien le ofrece uno por uno a sus cuatro hijos. Entretanto, furiosa por la buena suerte de María Ángel, Milady intenta conquistar a su primo, quien se ha convertido en un soltero muy codiciado después de abandonar el seminario. 
Sin embargo, el reencuentro de María Ángel y Santiago hace que los dos por fin se confiesen su gran amor mutuo. Ambos acaban casándose por sorpresa una mañana de domingo, ante el pasmo de todos los habitantes del pueblo. 

## Elenco
- Marcela Gallego como Maria Ángel  'María la Dulce Ave Negra'.
- Fernando Allende como Santiago Banderas Ortiz.
- Margalida Castro como Doña Custodia Ortiz Viuda de Banderas.
- Consuelo Luzardo como Doña Francisca "Francisquita" Muñoz Viuda de Carrascal.
- Carolina Trujillo como Diva Colmenares de Banderas.
- Lucero Cortés como Milady Banderas Colmenares.
- Julio Medina como Baltazar Parrado.
- Juan Fischer como Francisco "Paco" Carrascal Muñoz.
- Juan Sebastián Aragón como Alberto "Beto" Carrascal Muñoz.
- Orlando Pardo como Lucio "Lucho" Carrascal Muñoz.
- Ramiro Meneses como Ricardo "Quinito" Carrascal Muñoz.
- Álvaro Bayona como Padre Tito.
- Oscar Borda como Elías.
- Fernando Solórzano como Rogelio Cifuentes.
- Rosa Virginia Bonilla como  Liborina.
- Luz Helena Villegas
- Diego Vélez
- Cristina Penagos
- Diana Sanders

## Versiones
- Lola Calamidades: es la versión original de esta historia, realizada en Colombia en 1987 por R.T.I. y emitida por la Cadena Uno. Protagonizada por Nórida Rodríguez y José Luis Paniagua.
- Lola Calamidades: tuvo una versión libre del mismo título en 1992 realizada en Ecuador por el canal Ecuavisa. Protagonizada por el cantante Francisco Terán y Cristina Rodas.
- Bella Calamidades: Es la versión realizada en el 2010 en Colombia por la productora R.T.I. para  Telemundo. La historia es protagonizada por Danna García y Segundo Cernadas.
- Mi adorable maldición: versión producida en México por Ignacio Sada Madero para Televisa en el 2017, protagonizada por Renata Notni y Pablo Lyle.